# Fabio Giambiagi
Fabio Giambiagi (9 de maio de 1962) é um economista brasileiro especialista em finanças públicas e previdência social, filho de argentinos e criado na Argentina. Foi professor universitário e membro do IPEA. Desde 1984 faz parte do BNDES.

## Biografia
Nascido no Brasil, foi criado na Argentina, onde viu pessoas próximas integrarem a lista de desaparecidos. Seus pais foram cassados e um tio, sequestrado.
É graduado pela Faculdade de Economia e Administração da Universidade Federal do Rio de Janeiro (UFRJ) e mestre em Ciências Econômicas pela UFRJ. Integra o Instituto de Estudos do Trabalho e Sociedade e o Departamento Econômico do Banco Nacional de Desenvolvimento Econômico e Social. Foi o coordenador do Grupo de Análise Conjuntural do Instituto de Pesquisa Econômica Aplicada, mas saiu da instituição quando esta era presidida por Márcio Pochmann, no Governo Lula.
Entre 1993 e 1994, trabalhou no Banco Interamericano de Desenvolvimento (BID), em Washington. É pesquisador associado e faz parte do corpo técnico do núcleo de Política Econômica da Economia Aplicada do Instituto Brasileiro de Economia (FGV IBRE), uma unidade da Fundação Getulio Vargas (FGV)
Giambiagi lecionou na Pontifícia Universidade Católica do Rio de Janeiro e na UFRJ, e nas áreas de Finanças Públicas e Previdência Social. 
Colabora regularmente para os jornais O Estado de São Paulo e O Globo e, como autor ou organizador, tem mais de 35 livros publicados sobre economia brasileira.

## Obras (parcial)
- Capitalismo - Modo de Usar (ed. Campus/Elsevier, 2016)[8]
- Complacência - Entenda por que o Brasil cresce menos do que pode (com Alexandre Schwartsman wiki inglês)
- Rompendo o Marasmo – a Retomada do Desenvolvimento no Brasil (com Armando Castelar)
- O Futuro É Hoje – Educação Financeira para Não-Economistas (com Roberto Zentgraf)
- Risco e Regulação com Márcio Garcia
- Finanças Públicas – Teoria e Prática no Brasil com (Ana Cláudia Além)
- Reforma da Previdência e Brasil – Raízes do atraso (2006)